# Andrew Schapiro
Andrew H. Schapiro (* 25. dubna 1963, Chicago, USA) je americký právník a bývalý velvyslanec Spojených států v České republice.

## Život
Narodil se v Chicagu v židovské rodině. Jeho otcem je pediatr Joseph Schapiro, matkou psychiatrička Raya Czerner Schapiro, narozená v Praze. Během druhé světové války se jí podařilo uprchnout před holokaustem z Protektorátu Čechy a Morava do USA a později se podílela na vydání knihy Letters from Prague: 1939–1941, která popisuje zkušenosti její rodiny během německé okupace Prahy.
Postupně vystudoval historii na Yale, filozofii, politologii a ekonomii na Oxfordu a svá studia zakončil v roce 1990 absolvováním práv na Harvardu, kde byl jeho spolužákem i pozdější americký prezident Barack Obama.
Jeden rok byl asistentem federálního odvolacího soudce v Chicagu Richarda Posnera a další rok soudce Nejvyššího soudu Harry Blackmuna. V letech 1993–1998 pracoval v úřadu pro bezplatnou právní pomoc pro jižní obvod New Yorku, poté přešel do soukromé sféry. Pracoval v advokátní kanceláři Mayer Brown, kde se stal o tři roky později partnerem a o dalších deset let později přešel do známé kanceláře Quinn Emanuel Urquhart and Sullivan.
Pro prezidentskou kampaň Baracka Obamy dokázal spolu s manželkou Tamarou Newberger získat přes 1,2 milionu dolarů. V březnu 2014 jej Obama nominoval na funkci velvyslance v Praze. Schapiro přerušil advokátní kariéru a nastoupil do tohoto úřadu jako devátý v pořadí od roku 1989.
V dubnu 2015 se dostal do sporu s českým prezidentem Milošem Zemanem, když v rozhovoru v televizním pořadu Události, komentáře označil jeho plánovanou cestu na oslavy v Moskvě u příležitosti 70. výročí ukončení druhé světové války za „prekérní“ vzhledem k bojkotu události většinou evropských státníků. Prezident následně prohlásil, že „po tomto prohlášení má Schapiro dveře na Hrad zavřené“. V roce 2016 Miloš Zeman prohlásil, že Andrew Schapiro získal diplomatický post díky jistému druhu korupce.
V den nástupu Donalda Trumpa do prezidentského úřadu, 20. ledna 2017, Andrew Schapiro skončil ve funkci velvyslance. Úřad amerického velvyslance v České republice byl pak řadu měsíců neobsazen. V prosinci 2017 se úřadu ujal Steve King.